# 한양ENG
한양ENG 주식회사는 경기도 화성시 영통로26번길 72에 본사를 둔 대한민국의 기업집단이다.

## 역사
1982년 한양기공으로 설립되었다가 1999년 현재의 사명으로 변경하였다.
2023년 삼성전자에 1295억 상당의 반도체 장비를 공급하였다.